# 朱融燧
韓定王朱融燧（1504年—1565年），明朝第九代韓王，昭王朱旭櫏的嫡第二子，母溫妃，王妃譚氏。
於嘉靖十五年（1536年）襲封韓王。當時韓府中的貧困者往往欺凌劫持官員，平涼歷任知府吳世良、鄺衍、任守德、王松等人皆先後被窘辱。他襲封韓王後，嚴懲宗室中橫暴之徒，並用法律將其繩之以法。為非作歹者皆對朱融燧心懷不滿。嘉靖三十二年（1553年），襄陵順靖王朱融焚及韓府宗室二百餘人懷恨控告他有強占山田市肆，虐殺無辜之人以及招集無賴等事，經內監張朝連同撫按勘驗後，查證朱融燧除貪得嗜利任用匪人之外，其餘皆乃誣告，因此分別削減朱融焚諸人的俸祿不等，並諭令朱融燧改過守法。
他在位二十九年，在嘉靖四十四年（1565年）去世，嫡長子悼恭世子朱謨㙉早逝，四年後（隆慶三年，1569年）其孫端王朱朗錡嗣位。
其余诸子：庶二子高淳庄懿王朱谟𰊊、庶三子休宁安靖王朱谟塨、嫡四子庆阳庄懿王朱谟垫、庶六子通安端裕王朱谟墆。
| 前任： 父昭王朱旭櫏 | 明韓國國王 1536年－1565年 | 繼任： 孫端王朱朗錡 |